# طاهرة مافي
طاهرة مافي (مواليد 10 نوفمبر 1988)، هي كاتبة إيرانية-أمريكية تقيم في سانتا مونيكا، كاليفورنيا. وهي معروفة بكتابة قصص الشباب والفنتازيا.
وُلدت في 9 نوفمبر 1988، في بلدة صغيرة في ولاية كونيتيكت. وهي أصغر طفل في عائلتها ولديها أربعة أشقاء أكبر منها. والداها مهاجران من إيران. في سن الثانية عشرة انتقلت مع عائلتها إلى شمال كاليفورنيا وفي سن الرابعة عشرة انتقلوا إلى مقاطعة أورانج.

## من مؤلفاتها المترجمة للغة العربية
- أشعلني (رواية).
- أعدني (رواية).
- حطمني (رواية).
- فسرني (رواية).